# Thunbergia convolvulifolia
Thunbergia convolvulifolia är en akantusväxtart som beskrevs av John Gilbert Baker. Thunbergia convolvulifolia ingår i släktet thunbergior, och familjen akantusväxter.

## Underarter
Arten delas in i följande underarter:
- T. c. digitaliformis
- T. c. humbertii